# Azocano
Azocano é um composto orgânico heterocíclico com a fórmula molecular C7H15N. Consiste de um anel de oito membros saturado tendo sete átomos de carbono e um único átomo de hidrogênio. O análogo totalmente saturado do azocano é a azocina.